# Amphithemis kerri
Amphithemis kerri är en trollsländeart som beskrevs av Fraser 1933. Amphithemis kerri ingår i släktet Amphithemis och familjen segeltrollsländor. IUCN kategoriserar arten globalt som otillräckligt studerad. Inga underarter finns listade i Catalogue of Life.